# Phaonia patersoni
Phaonia patersoni är en tvåvingeart som beskrevs av Zielke 1971. Phaonia patersoni ingår i släktet Phaonia och familjen husflugor. Inga underarter finns listade i Catalogue of Life.